# 玄静
玄静（げんせい）は明代に万俟徳が自立し建てた私年号。1622年。元静にも作るが、これは避諱によって代えられたものである。

## 西暦・干支との対照表
| 玄静 | 元年    |
| 西暦 | 1622年  |
| 干支 | 壬戌    |
| 明   | 天啓2年 |
| 後金 | 天命8年 |